# Luganville
Luganville è la seconda città di Vanuatu per popolazione e uno dei porti più trafficati della nazione. Si trova sull'isola di Espiritu Santo e conta 16 312 abitanti al censimento del 2016.